# Contea di Fengyang
La contea di Fengyang (凤阳县S, Fèngyáng XiànP) è una contea della Cina, situata nella provincia dell'Anhui.